# マーラー (映画)
『マーラー』（Mahler）は、作曲家グスタフ・マーラーの生涯を描いたイギリスの映画である。監督はケン・ラッセル。1974年公開のグッドタイム・エンタープライズ作品である。
1974年のカンヌ国際映画祭で上演された。日本公開は1987年。

## あらすじ
映画はアメリカから帰国した、グスタフ・マーラーと妻のアルマの列車での旅から始まる。マーラーの生涯は、挿入される回想シーンで詳しく提示されている。回想シーンはマーラーの幼少期の体験、弟の自殺、反ユダヤ主義による迫害体験、ユダヤ教からカトリックへの改宗、結婚の問題、長女の死などを取り上げている。
マーラーの列車が停車した駅では、マーラーの交響曲第5番の第4楽章の音楽にのせて、1971年の映画『ヴェニスに死す』をイメージしたシーンが流れる。
ユダヤ教からカトリックに改宗するシーンでは、リヒャルト・ワーグナーの未亡人であるコジマ・ワーグナーの反ユダヤ主義を象徴するファンタジーが挿入されている。
随所にマーラーの交響曲を中心とした音楽が使用されている。この音楽は、ベルナルト・ハイティンク指揮のアムステルダム・コンセルトヘボウ管弦楽団によって演奏されている。

## スタッフ
- 監督：ケン・ラッセル
- 製作：ロイ・バイアード
- 脚本：ケン・ラッセル
- 撮影：ディック・ブッシュ
- 音楽：グスタフ・マーラー、リヒャルト・ワーグナー、ダナ・ブラッドセル
- 編集：マイケル・ブラッドセル

## その他
- 第27回カンヌ国際映画祭コンペティション部門出品